# Goliath (Automobilhersteller)

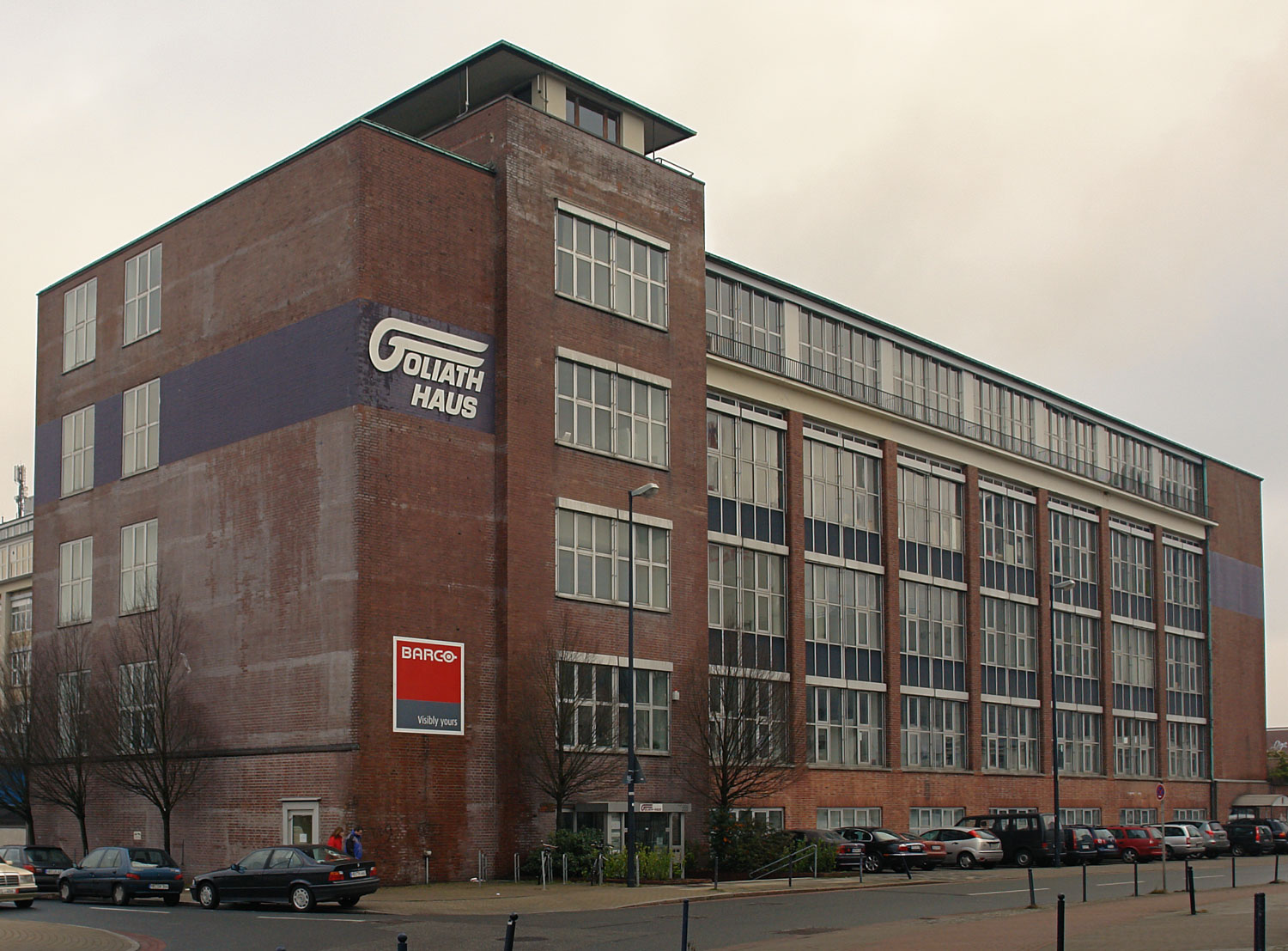
Hastedter Osterdeich 222 in Bremen-Hastedt. Das Goliath-Haus wurde, wie die Anlagen der Lloyd Motoren Werke in Bremen-Neustadt, von dem Hamburger Architekten Rudolf Lodders entworfen

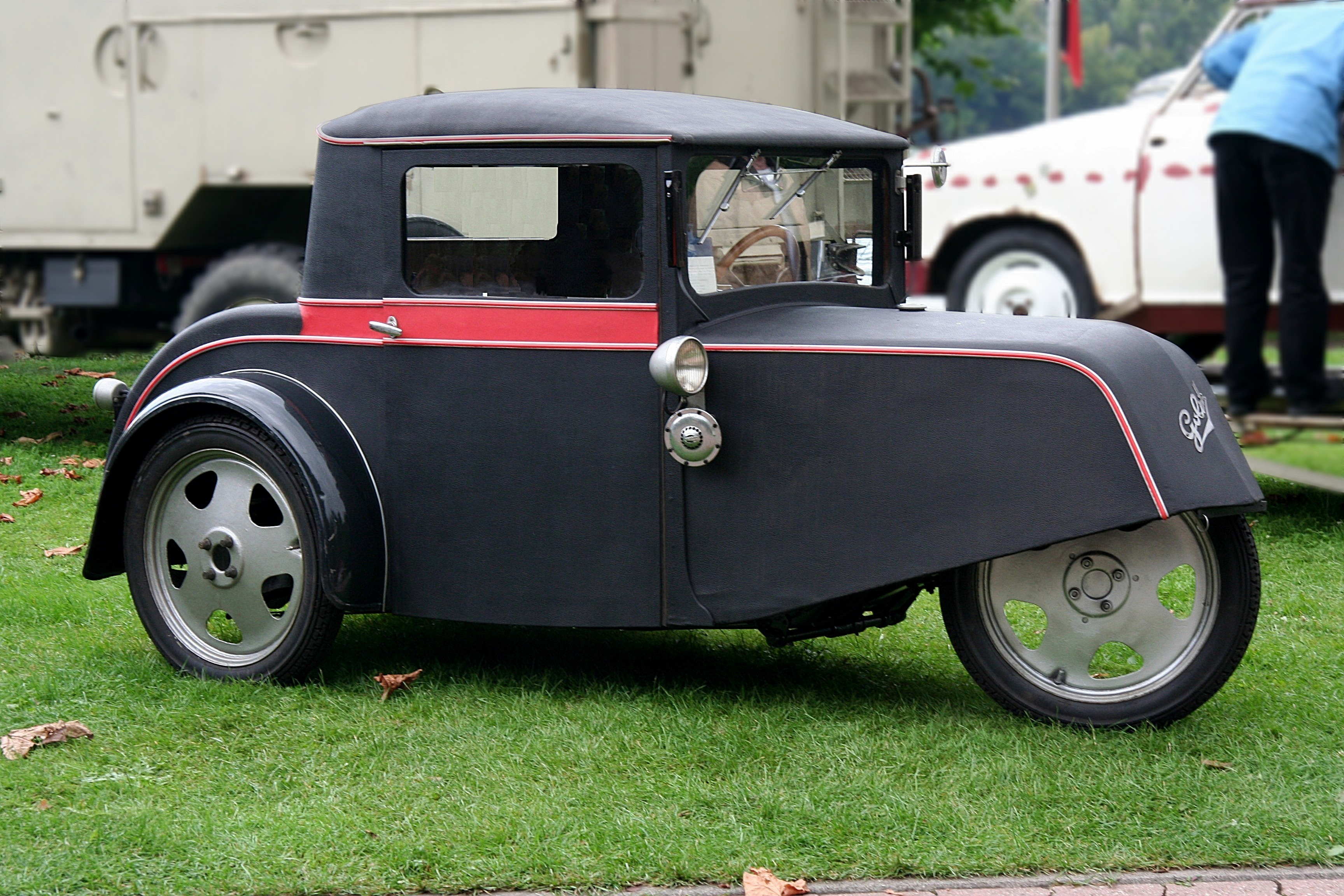
Goliath Pionier

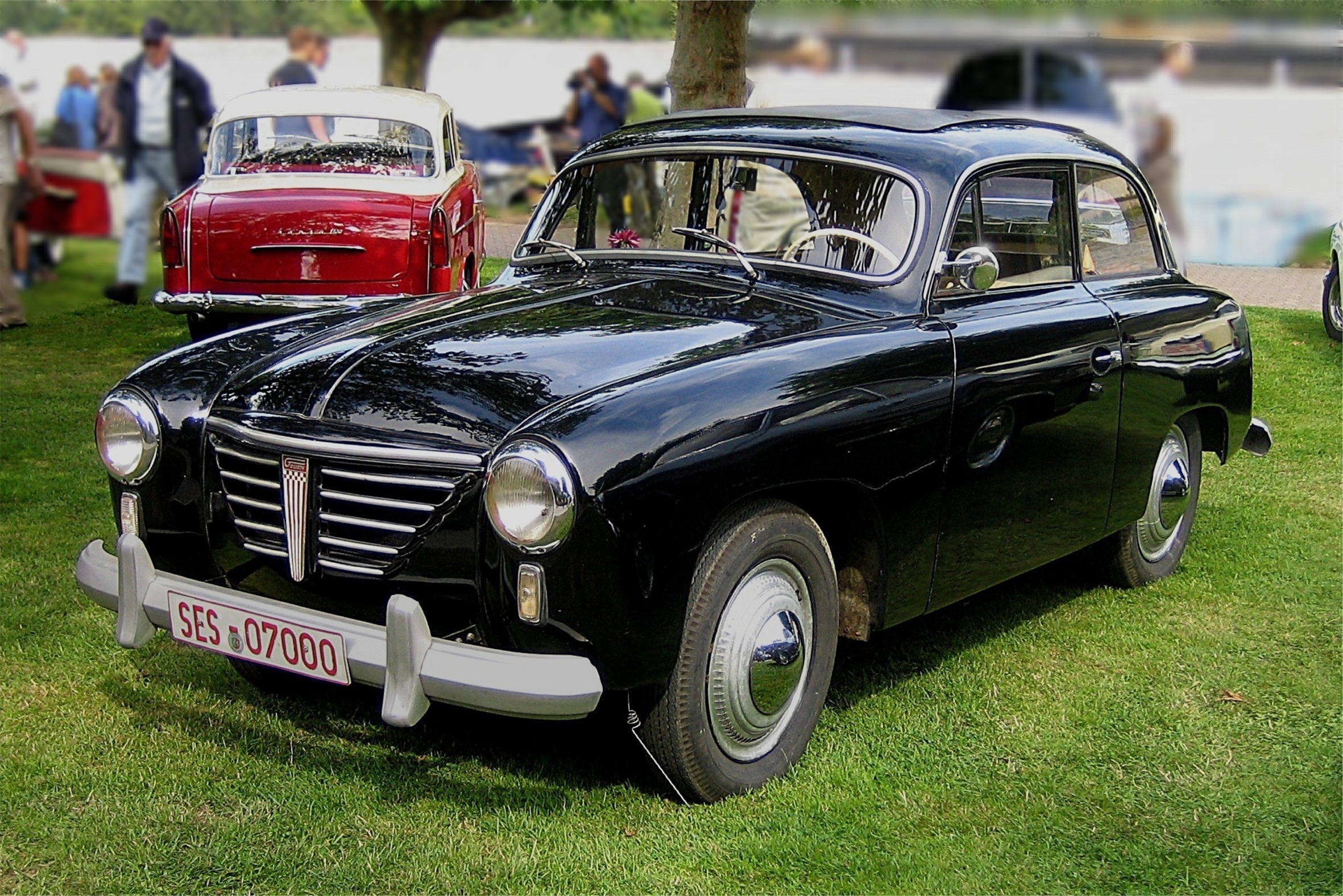
Goliath GP 700 V

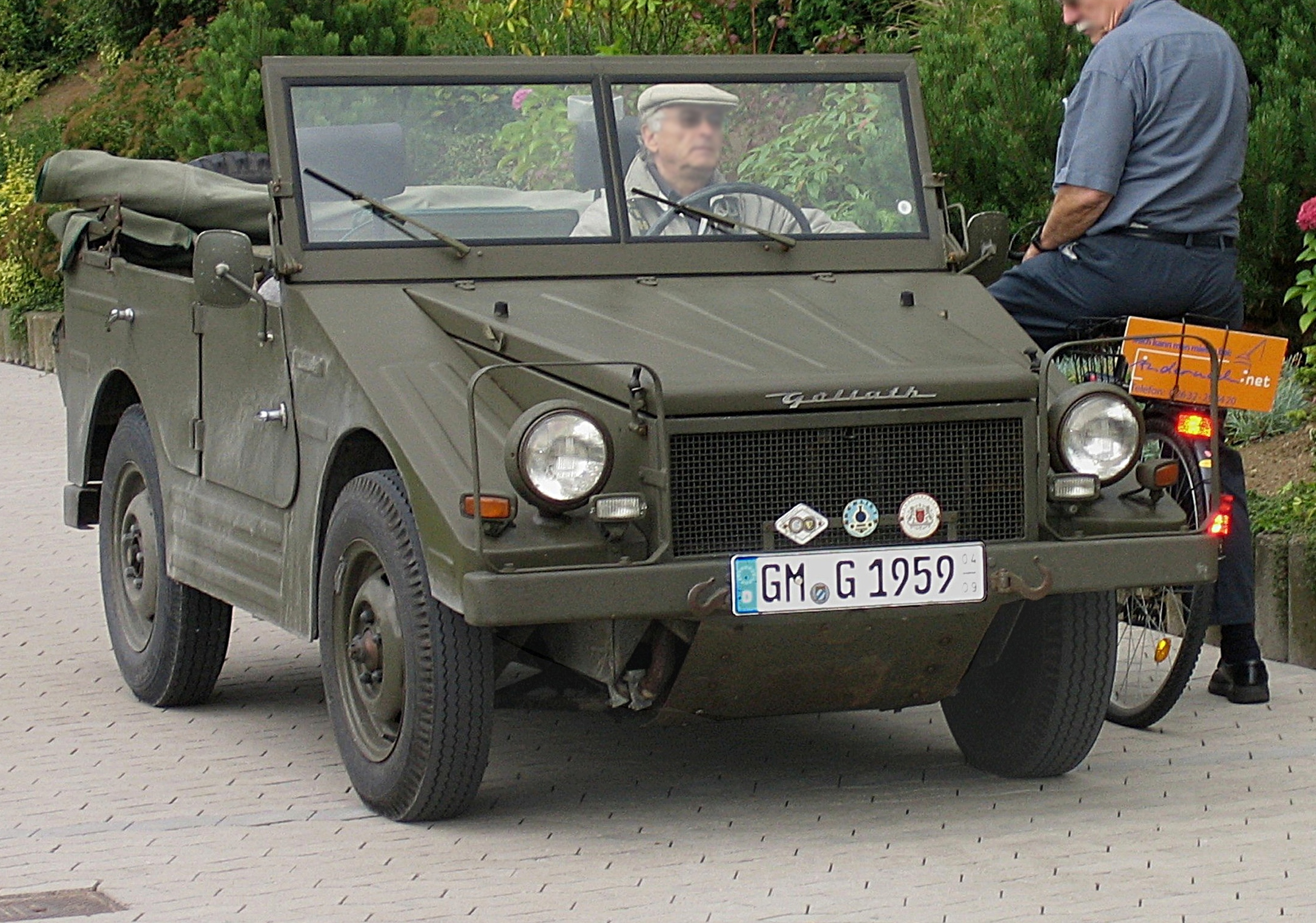
Goliath Jagdwagen,
Baujahr 1959

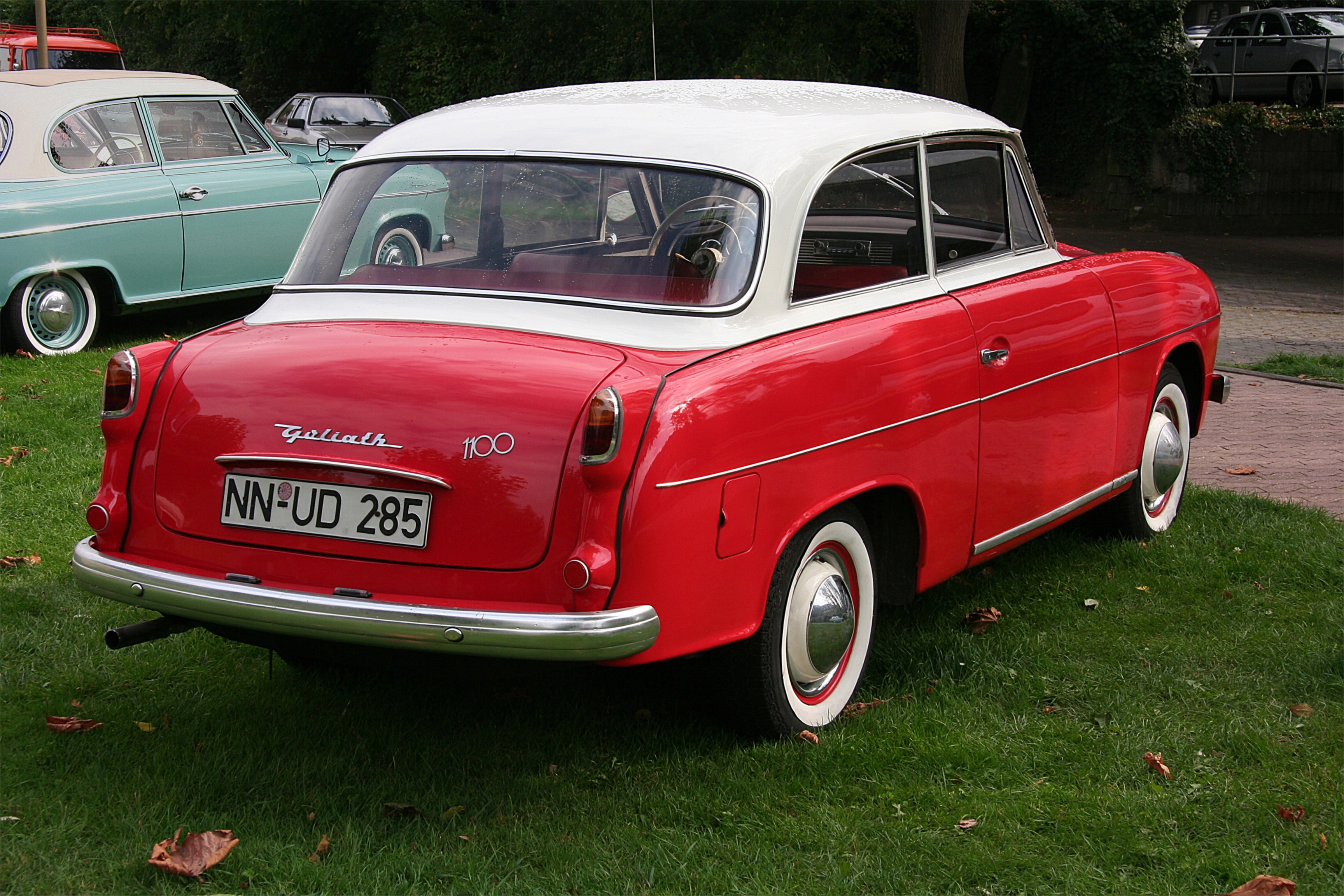
Goliath GP 1100

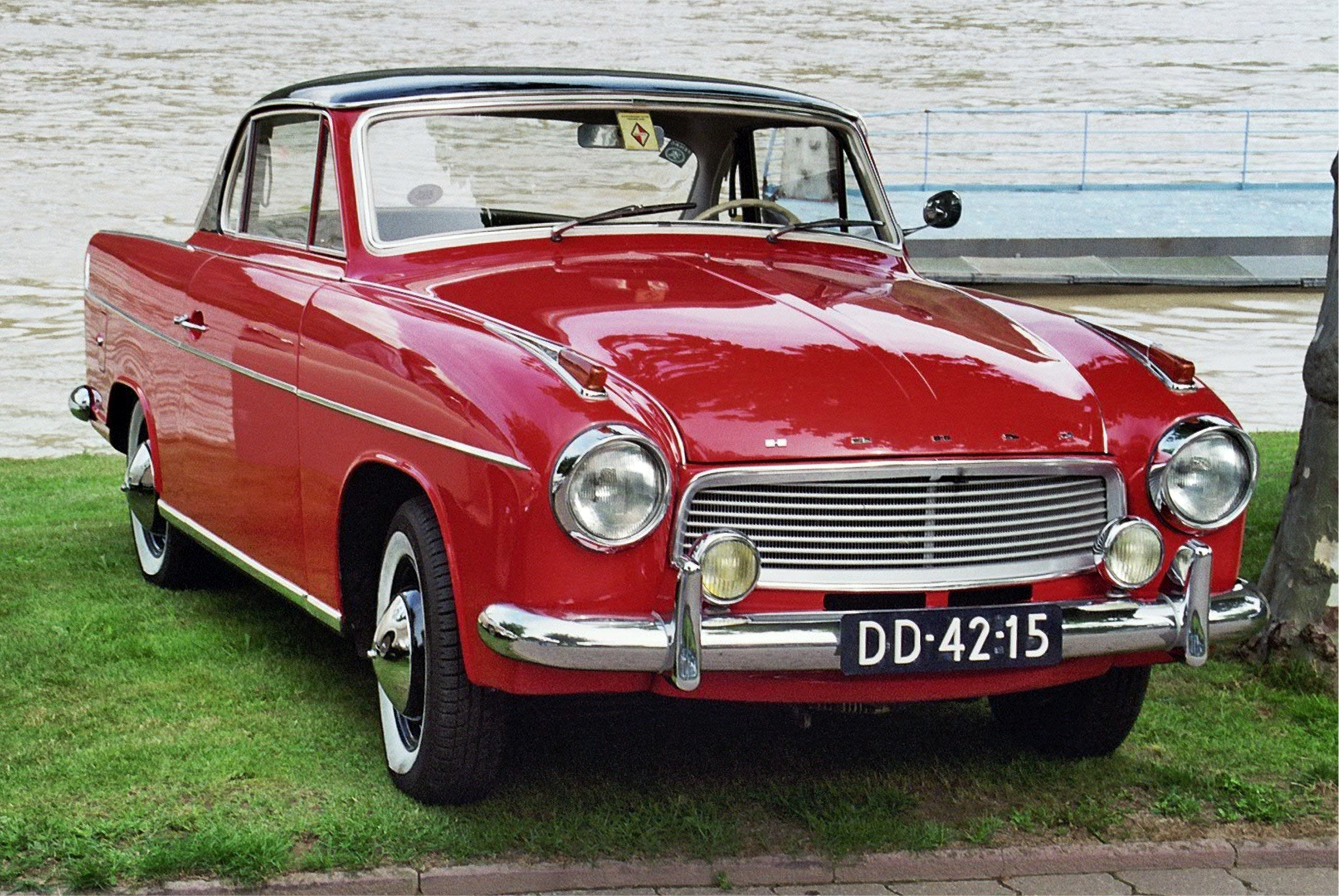
Hansa 1100 Coupé

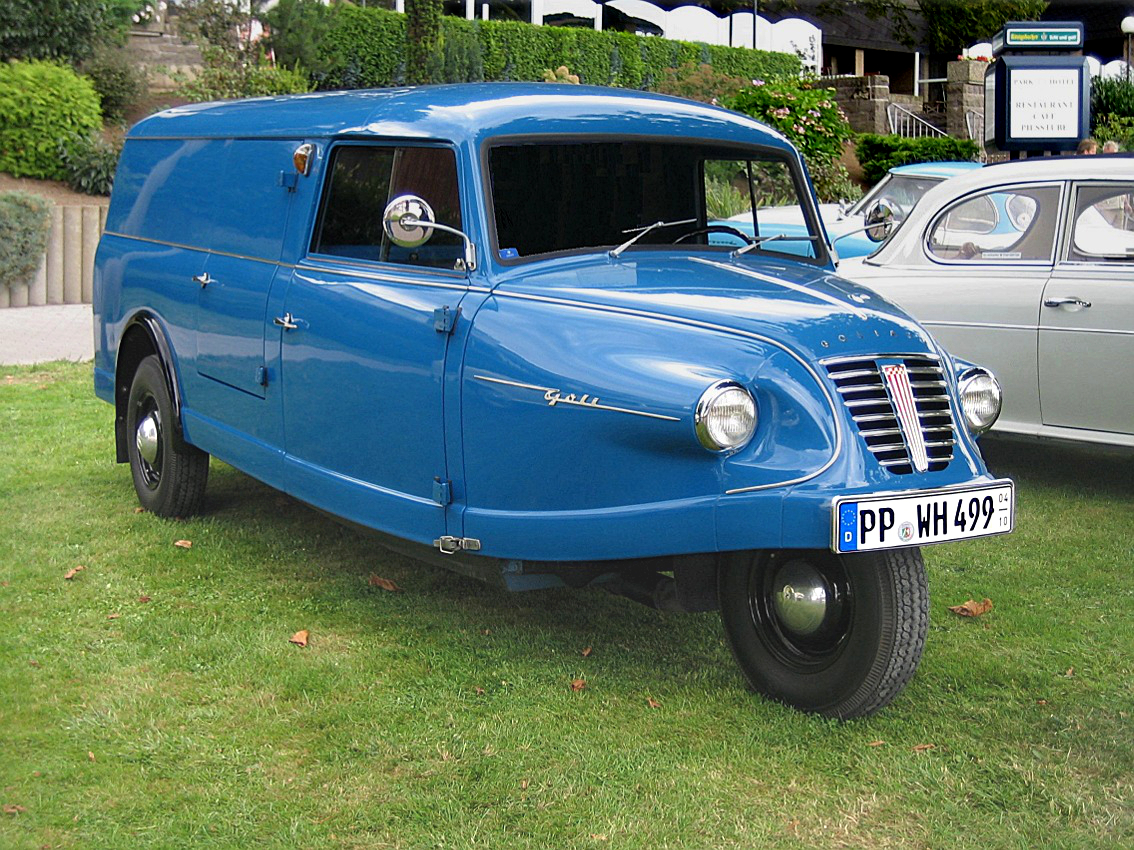
Goli, Baujahr 1959

Goliath war ein zum Borgward-Konzern gehörender Automobilhersteller in Bremen-Hastedt.

## Geschichte

### Beginn
Zusammen mit seinem Partner, dem Kaufmann Wilhelm Tecklenborg, gründete Carl F. W. Borgward 1928 die Firma Goliath-Werke Borgward & Co. Aufgrund eines Gesetzes von 1928 durften Kraftfahrzeuge mit weniger als vier Rädern und einem Hubraum von weniger als 200 Kubikzentimetern ohne Führerschein gefahren werden und waren steuerfrei. Als erste Modelle wurden daher die dreirädrigen Entwicklungen der Firma Bremer Kühlerfabrik Borgward & Co. gebaut: Blitzkarren (2,2 PS) sowie Goliath Rapid/Standard, beides auf Motorradtechnik gebaute offene Lastenkarren.
Ab 1931 gab es den ersten geschlossenen dreirädrigen Personenwagen Goliath Pionier. Der „Pionier“ hat einen Einzylinder-Zweitaktmotor der ILO-Motorenwerke im Heck (198 cm³, 5,5 PS) und Dreiganggetriebe; Höchstgeschwindigkeit 60 km/h. Die Karosserie ist aus mit Kunstleder überzogenem Holz und ruht auf einem stabilen Rahmen aus U-Profilen. Das Fahrzeug war 2990 mm lang, 1400 mm hoch und 1500 mm breit. Die Spurweite hinten betrug 1280 mm. Das Leergewicht lag zwischen 335 kg bis 350 kg. Der Verbrauch war mit 4 Liter auf 100 km angegeben. Bis 1934 wurden ca. 4000 dieser Kleinstwagen in verschiedenen Karosserievarianten verkauft.
Die Nutzfahrzeugvariante des Pioniers waren der Goliath F 200 und F 400, Kasten- und Pritschenwagen. Der Pionier selbst wurde weiterentwickelt als die Hansa-Modelle 400 und 500, die vierrädrige Personenkraftwagen waren.

### Pkw-Neuzulassungen im Deutschen Reich von 1933 bis 1938
| Jahr | Zulassungszahlen |
| ---- | ---------------- |
| 1933 | 63               |
| 1934 | 52               |
| 1935 |                  |
| 1936 |                  |
| 1937 | 2                |
| 1938 |                  |

Quelle:

### Nach dem Zweiten Weltkrieg
Bei einem Luftangriff auf Bremen im Oktober 1944 war das Werk zerstört worden. Doch schon wenige Monate nach Kriegsende begann der Wiederaufbau. Zunächst wurden Handwagen und Fahrradanhänger produziert.
Im September 1949 wurde die Goliath-Werk G.m.b.H. als eigenständige Tochterfirma der Borgward-Gruppe gegründet. Das Stammkapital von 100.000 DM brachte zur Hälfte Carl F. W. Borgward auf; 40.000 DM gehörten seiner Ehefrau Elisabeth und 10.000 DM stellte Friedrich Kynast. Nach dem Tod Kynasts 1950 übernahm Borgward von dessen Erben den Anteil zum Nennwert.
Noch im selben Jahr 1949 brachte Goliath den Dreirad-Transporter GD 750 (750 kg Nutzlast) auf den Markt, der bei kleinen Gewerbetreibenden großen Anklang fand und mit einem Preis von zunächst 3425,00 DM schnell zu einem Verkaufserfolg wurde. Inflationsbereinigt in heutiger Währung entspricht dies 10.800 Euro. Der GD wurde 1955 durch den etwas moderneren Goli abgelöst. Diese dreirädrigen, einfach konstruierten und preiswerten Goliath-Transporter gehörten zum festen Straßenbild der Nachkriegszeit in Deutschland und trugen wesentlich zum Wirtschaftswunder bei.
Mit einem stromlinienförmigen Dreiradwagen mit 700-cm³-Zweitaktmotor, der unter dem Technischen Direktor August Momberger entstanden war, holte Goliath 1951 auf dem Autodrome de Linas-Montlhéry in Frankreich 38 Weltrekorde in den neu geschaffenen Klassen für Dreiradfahrzeuge bis 750 und bis 1200 cm³, dabei wurde 19 mal gefahren. Die bedeutendsten Rekorde waren die zwei Stunden mit einem Durchschnitt von 155 km/h und die 2000 Meilen mit 130 km/h. Als Fahrer wechselten sich Hugo Steiner, Adolf Brudes, Hans-Hugo Hartmann, Otto Koch-Bodes und Helmut Polensky ab. Bei einem weiteren Rekordversuch mit dem Dreiradwagen auf dem Hockenheimring verunglückte Hugo Steiner tödlich.
Sinn solcher Rekorde war es, Aufmerksamkeit für die Serienfahrzeuge zu wecken.
Der ab 1954 entwickelte Geländewagen Goliath Jagdwagen Typ 31 sollte dem Unternehmen den militärischen Sektor öffnen, konnte aber bei den Testfahrten in Lübeck beim Bundesgrenzschutz und im Januar 1956 in Andernach bei der Bundeswehr nicht überzeugen. Das nachgebesserte Modell Typ 34 mit Viertakt-Boxermotor im Jahr 1957 kam zu spät, da die Entscheidung bereits zugunsten des DKW Munga gefallen war.
Das Pkw-Modell Goliath GP 1100 mit Viertaktmotor wurde ab 1958 unter dem Namen Hansa 1100 angeboten, um das von den Zweitakt-Dreiradfahrzeugen verursachte geringe Image der Marke zu umgehen.

## Produzierte Fahrzeuge
Im Produktionsprogramm befanden sich nach dem Zweiten Weltkrieg:

### Personenkraftwagen
- Goliath GP 700 V/E (ab 1950; 1951/52 auch Cabrio-Limousine und ab Januar 1952 als Kombi): Limousine mit 688 cm³ Zweizylinder-Zweitakt-Vergasermotor und 24/25,5 oder 29 PS. Der GP 700 E mit Benzindirekteinspritzung und ebenfalls 29 PS wurde ab Juli 1952 ausgeliefert. Der Wagen bietet mit der 1950 noch ungewöhnlichen Pontonkarosserie Platz für fünf Personen bei einem Radstand von 2,30 Meter. Die Ganzstahlkarosserie ist mit einem Zentralrohrrahmen verschweißt. Motor und Getriebe des frontgetriebenen GP 700 sind quer vor der Vorderachse eingebaut; das Vierganggetriebe mit Krückstockschaltung ist ab Dezember 1952 vollsynchronisiert. Vorn hat der GP 700 eine Einzelradaufhängung an Querblattfedern, hinten eine Starrachse mit zwei Längsblattfedern und Teleskopstoßdämpfer an allen vier Rädern sowie hydraulische Bremsen. Die Produktion der Zweitaktmodelle lief im Januar 1957 zugunsten des Goliath GP 1100 aus. Preis der Limousine: 1950 6.420 DM – 1955: 5.115 DM.
- GP 700 E Sportcoupé (1951–53): Außer zwei Prototypen des Karosseriebauers Johannes Rudy baute Rometsch in Berlin 25 Coupés mit Alukarosserie auf dem Fahrgestell des Goliath GP 700 und einem Motor mit der noch ungewöhnlichen Benzineinspritzung. Zunächst war es ein Zweizylinder-Zweitaktmotor mit einem Hubraum von 688 cm³ und einer Leistung von 29 PS. Dieser Motor erwies sich jedoch als zu schwach und wurde durch eine auf 845 cm³ aufgebohrte Version mit 36 PS ersetzt. Der Wagen kostete 9.700 DM und war 500 DM billiger als der äußerlich sehr ähnliche Porsche 356. Das Goliath-Coupé wirkte mit einem Radstand von 2,30 Meter und einer geringfügig längeren Karosserie gestreckter als der Porsche und erreichte eine Höchstgeschwindigkeit von 134 km/h. Mit 830 kg war es 90 kg leichter als die Limousine.[8]
- Goliath GP 900 V/E (1955–1957): Limousine und Kombi mit 886 cm³ Hubraum. Preis: 5.670 DM – 38 PS Vergaserversion, 5.750 DM mit 40 PS Direkteinspritzung[9]
- Goliath GP 1100 (1957–1958): Limousine, Cabriolimousine, Coupé und Kombi mit neuem Vierzylinder-Viertakt-Boxermotor, 1093 cm³ Hubraum und 40 PS. Der Goliath 1100 Luxus mit 55 PS kostete 7.165 DM (Juli 1957); Preis des Kombi: 6.135–6.615 DM
- Hansa 1100 (1958–1961): Limousine, Coupé und Kombi mit 40 oder 55 PS, Nachfolger des GP 1100. Preis des 55 PS starken Coupés: 7.785 DM (1959)
- Hansa 1300 (1961): Der letzte Versuch aus dem Hause Goliath war die Limousine „Hansa 1300“, ein Einzelstück, dessen Karosserie vom „Studio Technico Pietro Frua“ in Italien entworfen wurde. Der Wagen ist noch erhalten und befindet sich in Privatbesitz.

### Kleintransporter
- Goliath Atlas (1932–1935): Lasten- und Pritschen-LKW
- Goliath F 200/400 (1933–1938): Dreiradlieferwagen mit Ein- oder Zweizylinder-Zweitaktmotor, 200 oder 398 cm³, 6 oder 13 PS mit Holzkarosserie.
- Goliath FW 200/400 (1938–1939): Dreiradlieferwagen mit Ein- oder Zweizylinder-Zweitaktmotor, 200 oder 398 cm³, 6 oder 13 PS mit Blechkarosserie.
- Goliath GD 750 (1949–1955): Dreiradlieferwagen mit Zweizylinder-Zweitaktmotor, 396 cm³, 13–14 PS. Wahlweise und gegen Aufpreis war ein 494-cm³-Motor mit 15 PS, 55 km/h, erhältlich. Ausgeliefert wurde der Wagen von April 1949 bis Juni 1955.
- Goliath Goli (1955–1961): Nachfolger des GD 750 mit modernerer Karosserie, wurde bis zum Konkurs von Borgward produziert
- Goliath GV 800[10] (1951–1953): erster Vierradlieferwagen von Goliath, Zweizylinder-Zweitakt, 465 cm³ und 16 PS bzw. 586 cm³ und 21 PS, Antrieb auf die Hinterräder. Der Wagen kostete 1200 DM mehr als der GD 750 und bot nur 50 kg mehr Nutzlast. Der wirtschaftliche Erfolg blieb daher gering – nur 4016 Stück wurden gebaut.
- Goliath Express[11] (1953–1961): völlig neuer und viel modernerer Vierradlieferwagen, basiert auf den PKW-Modellen, Frontantrieb, bis 1957 mit den Zweitakt-Motoren aus dem PKW-Programm (1953–1955: 688 cm³, 29 PS; 1955–1957: 886 cm³, 40 PS) 1957–1961 mit dem Viertakt-Motor des GP 1100 (1093 cm³, 40 PS)
- Goliath Express „Luxus-Bus“[12] (1955): Achtsitzer (gegen Aufpreis auch als Zehnsitzer lieferbar) mit 1,1-l-Viertaktmotor (ab 1957), 40 PS, und Frontantrieb. Zur Ausstattung gehörten Kunstlederpolster, stoffbespannte Seitenteile, eine Dachrandverglasung (Panoramaverglasung) und ein 1,44 m langes Schiebedach von Golde. Obwohl der Goliath mit 8070 DM rund 400 DM weniger kostete und stärker war als das ähnliche Sondermodell des Volkswagen-Transporters („Samba-Bus“), blieb ihm der Erfolg auf dem Markt versagt. Nur rund 500 „Luxus-Busse“ wurden verkauft.

### Richtungweisende Konstruktionen
Die Autos aus dem Hause Borgward/Goliath waren zu ihrer Zeit modern: Pontonkarosserie, vorn angeschlagene Türen, Blinkeranlage statt Winker, Innenkotflügel und geteilte Rücksitzbank beim Kombi. Auch gab es die Zweitaktmotoren in einer Direkteinspritzerversion; zusammen mit Gutbrod (die nur einen Monat vor Goliath damit auf den Markt kamen) war Goliath Vorreiter in dieser erst in jüngerer Zeit wieder eingeführten Technik. Durch Spülverluste verbrauchte der herkömmliche Zweitaktmotor relativ viel, sobald die Hubräume größer wurden – durch die Direkteinspritzung (dadurch notwendige Getrenntschmierung mit Frischöl) ließ sich der Verbrauch um rund ein Drittel verringern. Willkommener Nebeneffekt war neben einem verbesserten Leerlauf auch eine Schubabschaltung. Da die Technik relativ komplex und damals völlig neu war, waren die Goliath-Werkstätten und die Boschdienste bei Problemen mitunter überfordert, sodass mancher Einspritzer zu einer Vergaserversion umgebaut wurde.
Das Goliath-Werk ging 1961 im Zuge der Borgward-Krise in den Konkurs, fertigte jedoch unter der Regie des Konkursverwalters Hans Richard Schulze bis 1963 aus Restbeständen weitere Personenwagen.

### Bilder

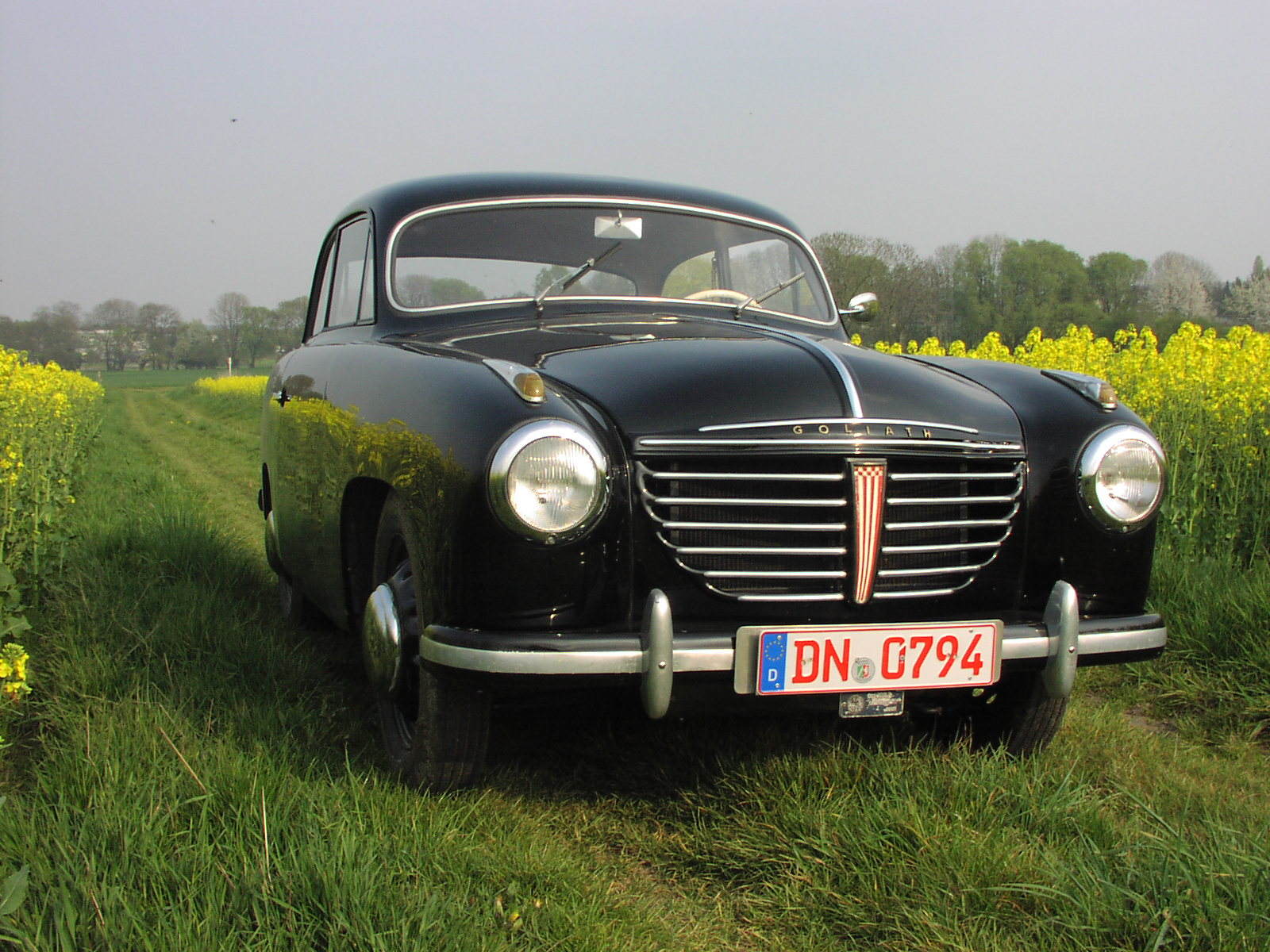
Goliath GP 700, Bj. 1954
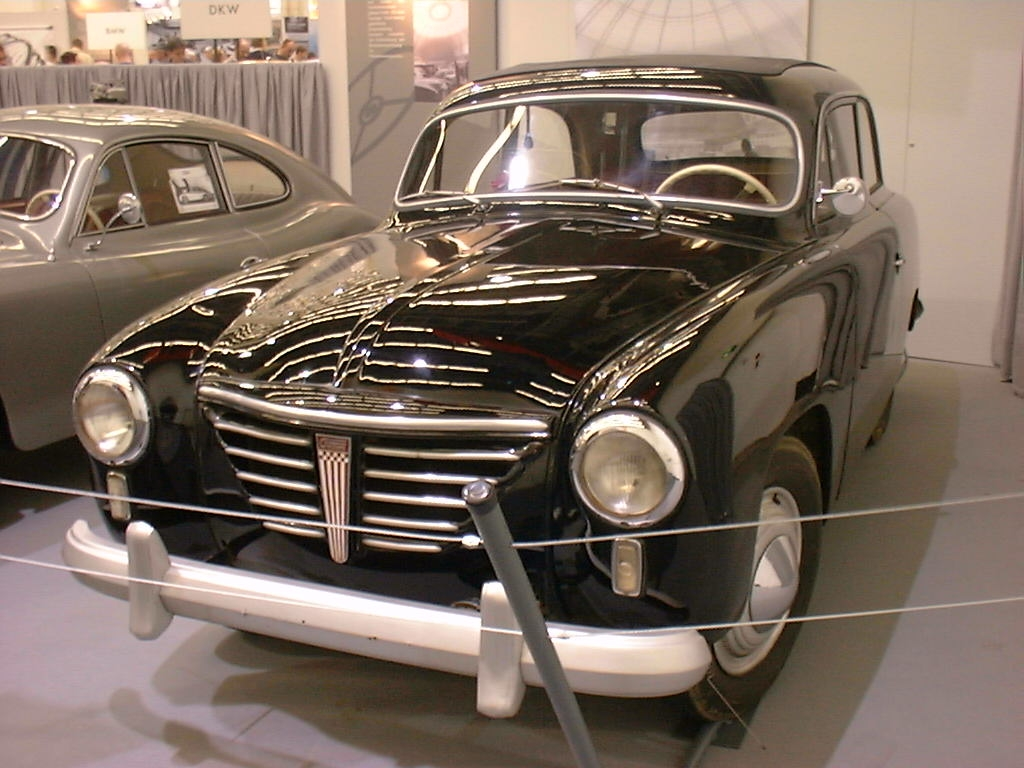
Goliath GP 700 (1950–1957)
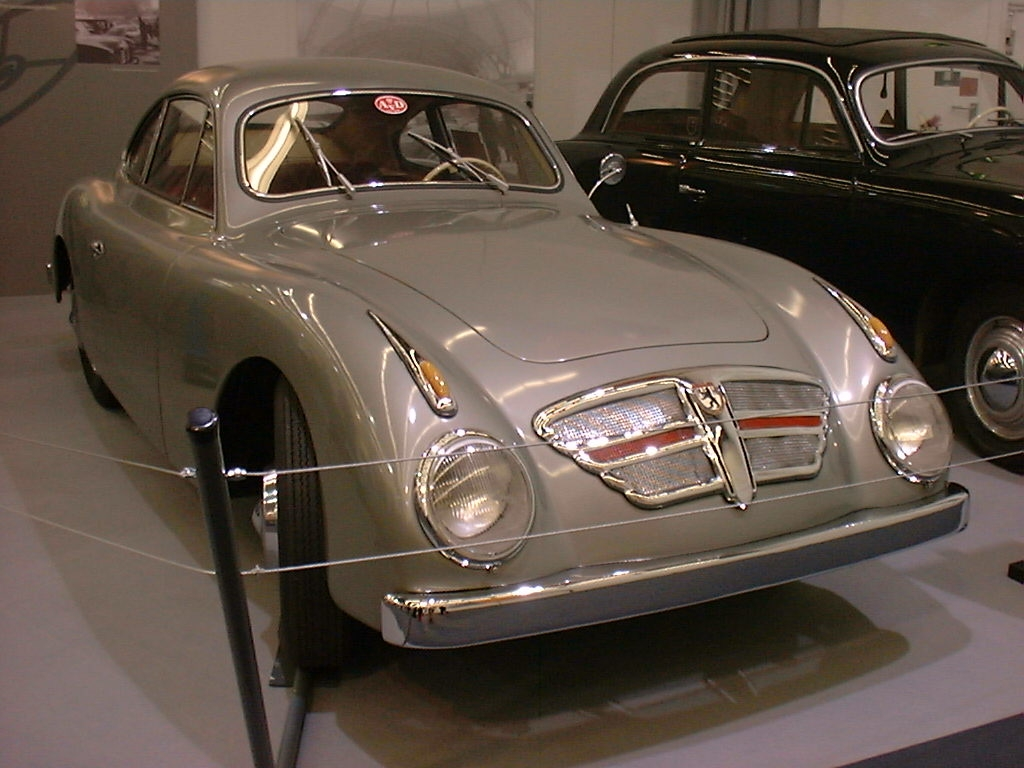
Goliath GP 700 Sport (1951–1953)
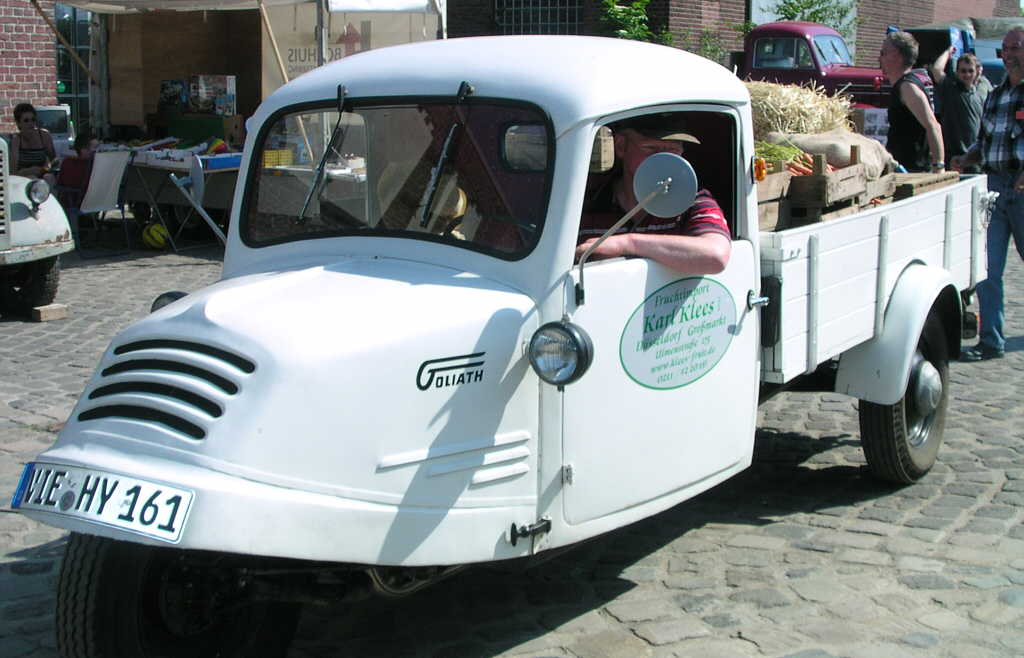
Goliath GD 750 Pritschenaufbau (1949–1955)
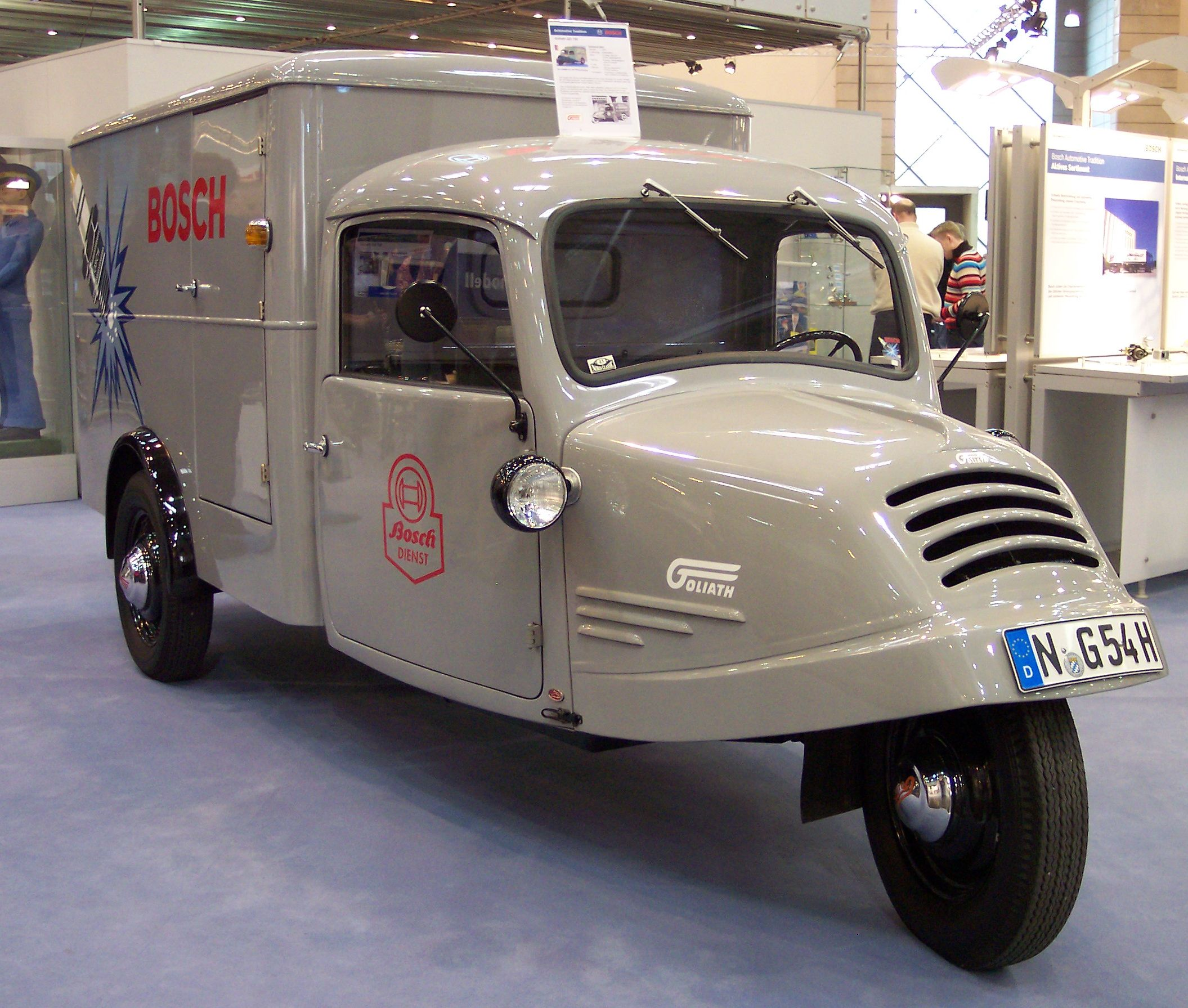
Goliath GD 750 mit Kofferaufbau
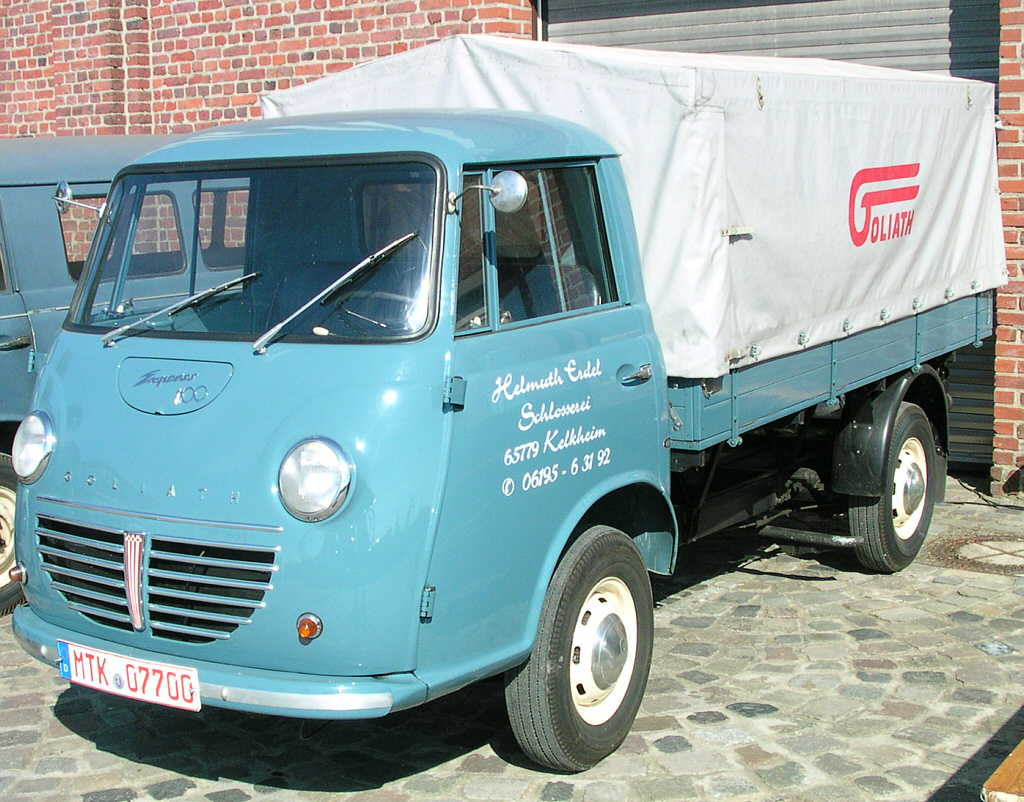
Goliath Express (1953–1961)
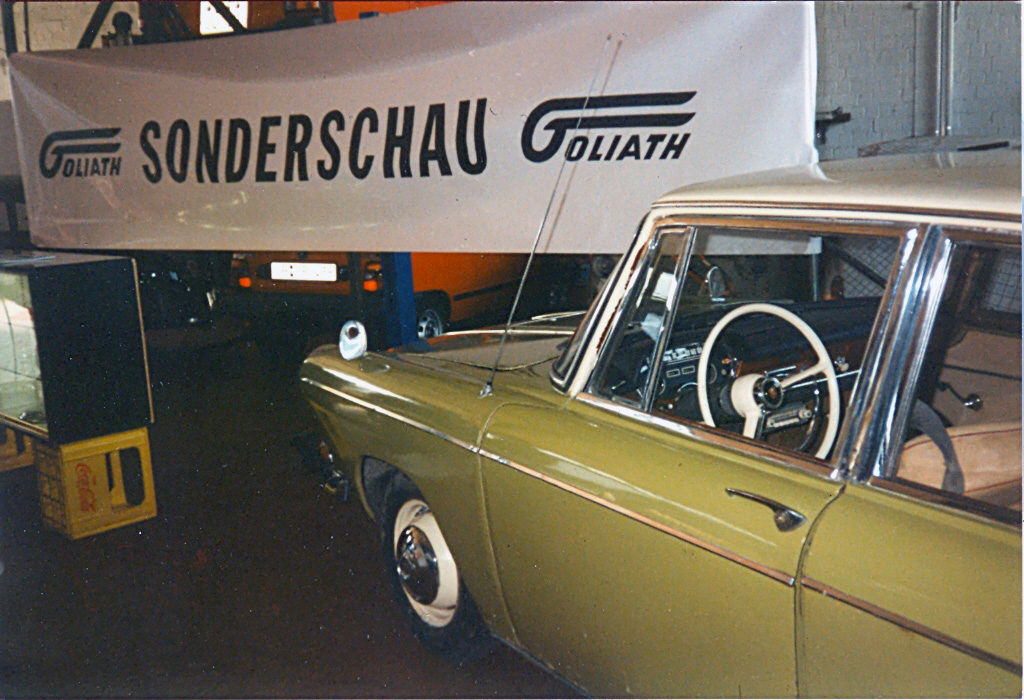
Hansa 1300 Frua (1961)
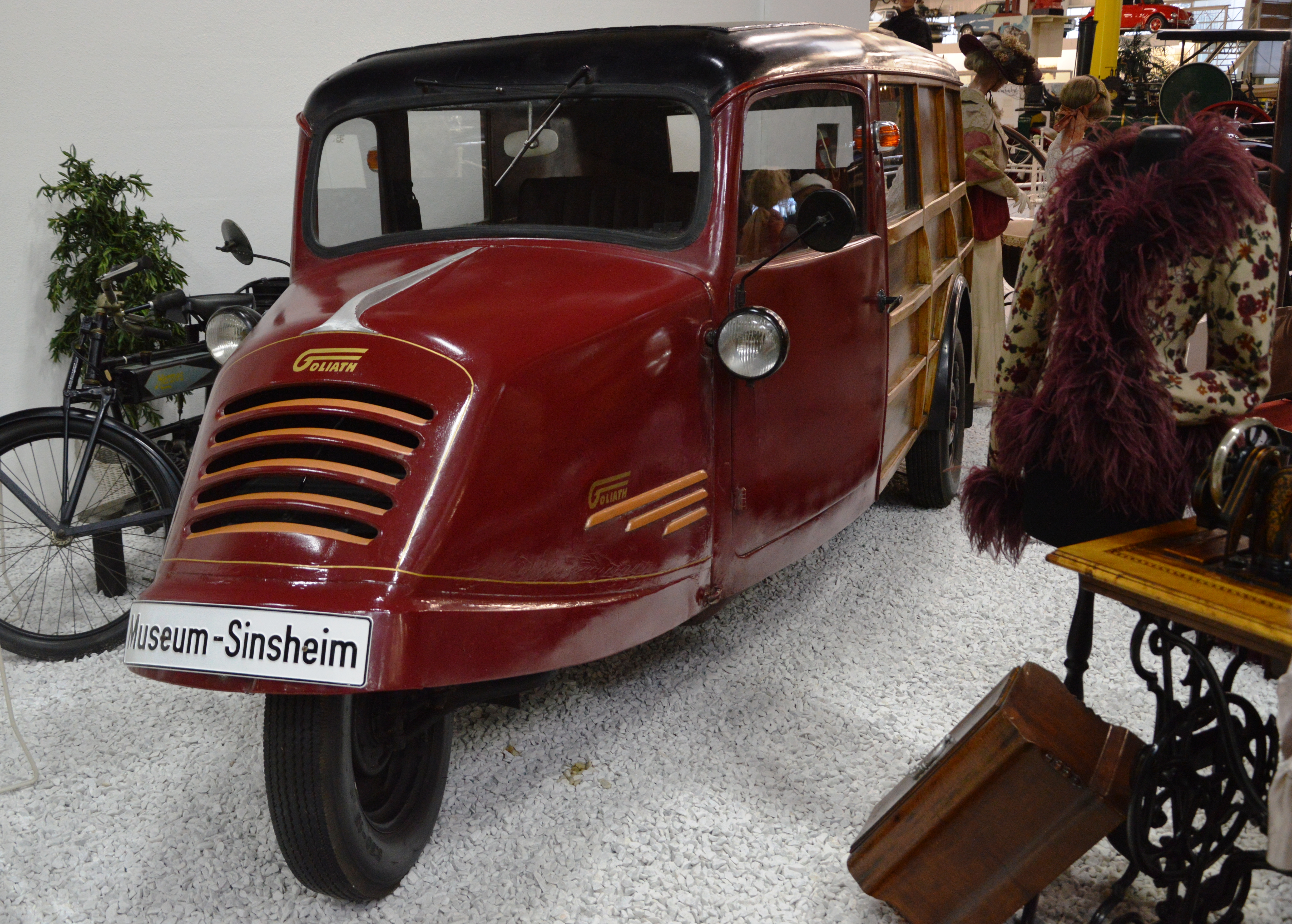
Goliath GD 750 mit Holzaufbau (1952)